# Colibrí de Santa Marta
El colibrí de Santa Marta (Campylopterus phainopeplus) és una espècie d'ocell de la família dels troquílids (Trochilidae) que habita boscos i garrigues de la Sierra Nevada de Santa Marta, al nord-est de Colòmbia.